# Socialistiska partiet (Nederländerna)
Socialistiska partiet eller socialistpartiet, (Socialistische Partij, SP) är ett demokratiskt socialistiskt vänsterpopulistiskt parti i Nederländerna, grundat 1972.
Vid partiets grundande var partiet kommunistiskt men sedan den kommunistiska falangen lämnat partiet började Socialistpartiet förändras till ett demokratiskt socialistiskt parti. I början var partiet bara företrätt i vissa kommunfullmäktige, huvudsakligen i Oss. Emile Roemer är partiets ordförande i nederländska parlamentet.

## Valresultat
| Parlamentsval (Tweede Kamer) |              |              |              |            |
| Valår                        | Antal röster | Andel röster | Antal mandat | Mandat +/– |
| 1994                         | 118 768      | 1,3 % (#11)  | 2 / 150      |            |
| 1998                         | 303 703      | 3,5 % (#6)   | 5 / 150      | ▲ 3        |
| 2002                         | 560 447      | 5,9 % (#6)   | 9 / 150      | ▲ 4        |
| 2003                         | 609 723      | 6,3 % (#4)   | 9 / 150      | +/– 0      |
| 2006                         | 1 630 803    | 16,6 % (#3)  | 25 / 150     | ▲ 16       |
| 2010                         | 924 696      | 9,8 % (#5)   | 15 / 150     | ▼ 10       |
| 2012                         | 909 853      | 9,7 % (#4)   | 15 / 150     | +/– 0      |